# Арібба Епірський
Арібба Епірський (грец. Ἀρύββας; 373—343 / 2 рр. до н. е.) — цар молоссів.

## Сім'я
Арібба був сином Алкета I Епірського, братом Неоптолема I і дідом Пірра. Він одружився зі своєю племінницею Троадою (сестрою Олімпіади Епірської).
Найстаршим сином Арібби був Алькет II, який був царем Епіру з 313 р. до н. е. до 303 р. до н. е. Дуже ймовірно, що «Аріптей, цар молосіїв», згаданий Діодором, який приєднався еллінів під час війни в Ламії, — це Арібба.
Другим сином Арібби був Еакід Епірський цар Епіра (правив 331-316, 313 рр. до н. е.).

## Правління
Після смерті їхнього батька Алькета I в 370 р. до н. е., Арібба та його брат Неоптолем I розділили Епірське царство на дві частини і кожен правив своєю. Це тривало поки Неоптолем І не помер близько 360 р. до н. е., а Арібба не став царем всього Епіру.
Близько 360 р. до н. е., під час нападу іллірійців, Арібба евакуював своє населення, яке не займалося військовою справою в Етолію, і пропустив іллірійців. Стратегія виявилася успішною, молосси накопичили сили і розгромили іллірійців.
Арібба правив Епіром до 343/2 рр. до н. е., до того часу як його заслав у вигнання Філіпп II Македонський, який поставив Олександра I Епірського на престол.
Арібба був переможцем олімпійських і піфійських у перегонах колісниць (тесріппон).